# (1000) Piazzia
(1000) Piazzia – planetoida z pasa głównego asteroid okrążająca Słońce w ciągu 5 lat i 242 dni w średniej odległości 3,18 au. Została odkryta 12 sierpnia 1923 roku w Landessternwarte Heidelberg-Königstuhl w Heidelbergu przez Karla Reinmutha. Nazwa pochodzi od nazwiska włoskiego astronoma Giuseppe Piazziego, który odkrył pierwszą planetoidę Ceres. Przed jej nadaniem planetoida nosiła oznaczenie tymczasowe (1000) 1923 NZ.